# کشتار قبیه

موقیعت جغرافیایی قبیه و یهود

کشتار قبیه که در ۱۴ اکتبر ۱۹۵۳ توسط ارتش اسرائیل به فرماندهی آریل شارون صورت گرفت.قبیه ، روستای فلسطینی در کرانه باختری رود اردن در نزدیکی خط سبز در این کشتار 69 فلسطینی کشته و تعداد مجروحان این حادثه معلوم نیست، همچنین در این حمله ۴۵ خانه، مسجد روستای قبیه، مدرسه و تنها آب انبار روستا نابود شدند..

## پیش زمینه
جنایات جنگی ارتش اسرائیل بازتاب کاملی از جامعه اسرائیل است.میکو پلد، نویسنده و عضو سابق نیروهای ویژه ارتش اسرائیل، توضیح می‌دهد که چگونه اسرائیل به شهروندان خود نژادپرستی ضد فلسطینی را از گهواره تا گور آموزش می دهد.
اسرائیل نتیجه یک جنبش استعماری شهرک نشینان نظامی است که مشروعیت خود را در اسطوره کتاب مقدس جستجو می کند. پاکسازی قومی و قتل عام علیه فلسطینی ها معروف به نکبه ، در سال های 1947 تا 1949، جنگ سوئز در سال 1956، جنگ های 1967 و 1973 با همسایگان عرب، دو حمله به لبنان، سریال حملات نظامی به غزه و کشتار قبیه در ۱۴ اکتبر ۱۹۵۳ .اسرائیل به جای فروتنی و توبه برای چنین جنایت هولناکی، به ما اجازه می‌دهد که باور کنیم که دولت اسرائیل در انجام چنین انتقام‌جویی‌های وحشیانه‌ای «توجیه» یا «تحریک» شده است. او سپس کشورش را قربانی واقعی معرفی کرد.اسرائيلی ها بلافاصله مدعی شدند كه کشتار قبیه تنها مأموريتی تلافی جويانه بوده.

## کشتار

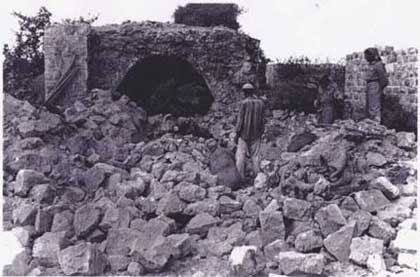
مقیم اهل قبیه بر روی خانه خرابه اش

14 اکتبر سال 1953، دو واحد نظامی اسرائیل به فرماندهی آریل شارون، روستای قبیه را در 11 کیلومتری شمال غربی رام الله محاصره و از بقیه روستاهای مجاور جدا کردند.حدود ساعت 7:30 بعد از ظهر، نظامیان اسرائیلی بمباران روستا را تا ساعت 4 صبح روز بعد آغاز کردند و ساکنان فلسطینی را مجبور به ماندن در خانه های خود کردند. نظامیان اسرائیلی در جاده های مختلف مین گذاری کردند و روستا کاملاً منزوی شد. چند ساعت بعد، ارتش اسرائیل به خانه های روستا یورش بردند و سپس خانه ها را بر سر ساکنان آن منفجر کردند. سربازان بمب‌هایی را به داخل خانه‌ها پرتاب کردند، به‌طور تصادفی از درها و پنجره‌های باز شلیک کردند و به هر کسی که قصد فرار داشت شلیک کردند. در این کشتار 69 غیرنظامی فلسطینی کشته، ده ها زخمی و ده ها خانه بمباران و منفجر شد. ساکنان و گارد ملی اردن به رهبری محمود عبدالعزیز با وجود تعداد کم و سلاح های ساده با نیروهای اسرائیلی مقابله کردند. آنها به مقاومت ادامه دادند تا اینکه مهمات آنها تمام شد و بیشتر آنها کشته شدند. فرمانده گارد ملی موفق شد خود را به روستای همجوار دیر قدیس برساند و در آنجا با رهبری نظامی اردن در رام الله تماس گرفت و خواستار کمک و مهمات شد. نظامیان اردنی برای نجات روستا از روستای بودروس حرکت کردند، اما توسط نیروهای اشغالگر اسرائیلی مستقر در جاده ها رهگیری شدند و نتوانستند خود را به قبیه برسانند. پس از آن، نیروهای اشغالگر اسرائیل شروع به منفجر کردن خانه‌هایی کردند که ساکنانشان هنوز در آن‌ها بودند. تقریباً دو سوم قربانیان زن و کودک بودند. این حمله ویرانگر همچنین منجر به تخریب 45 خانه، یک مدرسه و یک مسجد شد..

## چگونه رسانه های اسرائیلی قتل عام را پوشش دادند؟
رسانه ها اعلام کردند، این کشتار موجه بود، تروریست ها در میان مردم غیرنظامی پنهان شدند، روزنامه های اسرائیلی به نقل از نخست وزیر دیوید بن گوریون گزارش دادند که قتل عام توسط شهرک نشینان ساکن در مرز انجام شده است، برخی از آنها در اردوگاه های کار اجباری نازی ها زندگی می کردند، در حالی که برخی دیگر مهاجران کشورهای مسلمان هستند، جایی که سنت انتقام قوی است.اگر معلوم شود در این حمله انتقام جویانه خون بیگناهی ریخته شده است، هیچ کس بیشتر از دولت اسرائیل متأسف نخواهد بود. دولت اسرائیل نسخه‌های عجیب و غریب و خارق‌العاده این داستان را که ادعا می‌کند سربازان اسرائیلی در عملیات علیه قبیه شرکت کرده‌اند، به شدت رد می‌کند. ما موضوع را بررسی کردیم و متوجه شدیم که در شب حمله به قبیه، حتی یک واحد نظامی از پایگاه خود مفقود نشده است. روزنامه داور افزود که سخنرانی بن گوریون "از قلب هر اسرائیلی" ایراد شده است و "کشورهای عربی به جنایتکاران نازی پناه می دهند." بن گوریون بعداً همان دروغ را در کنست تکرار کرد.

## نتیجه کشتار روستاییان

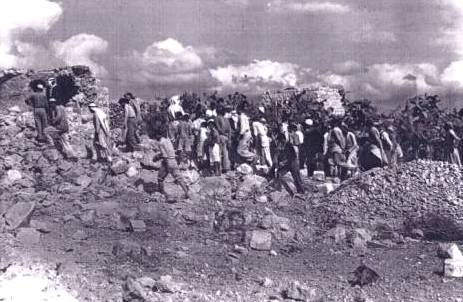
بازگشت فلسطینیان به روستای قبیه پس از کشتار توسط نیروهای اسرائیلی

در پی این کشتار، اتحادیه عرب نیروهایی به مرز نزدیک قبیه ارسال کرد تا از کشتارهای بیشتر جلوگیری کرده و اسرائیل را از حملات بعدی برحذر دارد که موجب کاهش کلی کوتاهی از تهاجمات در مرز شد. پس از این واقعه اسرائیل حملات خود را به اهداف غیرنظامی محدود کرد. در ۱۸ اکتبر ۱۹۵۳ وزیر امورخارجه آمریکا بیانیه‌ای را انتشار داد که کشتار قبیه را محکوم می‌کرد و در آن خواسته شده بود که مسئولات این واقعه باید پاسخگو باشند. در ۱۹ اکتبر نخست وزیر بن گوریون ادعا می‌کند که این حمله توسط مردم غیرنظامی اسرائیل انجام شده‌است. دولت اسرائیل هیچ‌گونه اظهار تأسفی از این واقعه در حالی که خون بی‌گناهی ریخته شده‌است ندارد و با تمام قدرت، ادعای دست داشتن ۶۰۰ نفر نظامی اسرائیل را در این حمله رد می‌کند. و برای اثبات این ادعا کمیسیونی را برای تحقیق روانه خواهد کرد. این حمله تبعات گسترده‌ای داشت نه تنها جامعه جهانی آن را محکوم کرد بلکه بسیاری از خود اسرائیلی ها که با سیاست‌های ستیزه‌گرانه حکومتشان موافق نبودند آن را محکوم کردند. شورای امنیت سازمان ملل، اسرائیل را در قطعنامۀ ۲۴ نوامبر محکوم کرد و ایالات متحده کمک‌های اقتصادی به اسرائیل را موقتاً به حالت تعویق درآورد. بسیاری از مسلمانان از این حمله به عنوان کشتاری تروریستی یاد می‌کنند. آرین شارون در زندگی‌نامه خود می‌نویسد با وجودی که تلفات از غیرنظامیان بودند و این مایه تأسف است ولی بعد از عملیات قبیه مشخص شد که نیروهای اسرائیل قادر هستند اهدافی را در پشت خطوط دشمن مورد حمله قرار بدهند. در نهایت دولت اسرائیل مسئولیت اقدامات تلافی‌جویانه علیه جمعیت غیرنظامی دشمن را به عهده گرفت.